# Commandant Zeestrijdkrachten
De commandant Zeestrijdkrachten (C-ZSK) is bij de Koninklijke Marine de vlagofficier die het bevel voert over alle Nederlandse marine-eenheden. De functie is eind 2005 ingesteld, tijdens een grote herstructurering van de bevelvoering van de krijgsmachtdelen. Hierbij kwam de functie van bevelhebber der Zeestrijdkrachten te vervallen en werd die van Commandant der Zeemacht in Nederland opgewaardeerd tot de huidige C-ZSK. De Commandant Zeestrijdkrachten valt rechtstreeks onder de commandant der Strijdkrachten.
De voormalige commandant van het Korps Mariniers is sinds de integratie van vloot en mariniers een nevenfunctie van een van de vlagofficieren in de staf van CZSK. C-ZSK is tevens Admiraal Benelux. Dat houdt in dat de operationele eenheden van zowel de Nederlandse als de Belgische marine onder bevel staan van een gezamenlijk Nederlands/Belgische staf. 
Ten aanzien van eenheden die zijn uitgezonden in het kader van internationale missies (onder de vlag van de VN) bestaat een met de commandant der Strijdkrachten gedeelde verantwoordelijkheid.
De huidige (en zesde) C-ZSK is sinds september 2021 viceadmiraal René Tas. Hij is de opvolger van viceadmiraal Rob Kramer.

## Eenheden
Onder de Commandant Zeestrijdkrachten staan drie directies en een regionale commandant:
- Directie Personeel & Bedrijfsvoering
- Directie Materiële Instandhouding
- Directie Operaties
- Commandant Zeemacht Caraïbisch Gebied

Verder kent men nog de:
- Groep Eskaderschepen
- Groep Mijnenjagers
- Groep Onderzeeboten

De commandant der Zeemacht in het Caraïbisch Gebied was tot eind 2005 een zelfstandige bevelhebber, onder de voormalige bevelhebber der Zeestrijdkrachten, maar maakt nu  deel uit van de staf van CZSK.
Met de opheffingen van de Groep Vliegtuigen per 1 januari 2005 en van de laatst overgebleven Marine Luchtvaartdienst eenheid MARHELI in 2008 zijn de bijbehorende commando's opgeheven. De MLD wordt nu gevormd door alle maritieme luchtvarenden samen.

## Voorgangers
Tot 1928 vielen de zeestrijdkrachten onder:
- 1579-1795 College ter Admiraliteit te Amsterdam
- 1579-1795 College ter Admiraliteit in Friesland
- 1579-1795 College ter Admiraliteit op de Maze
- 1579-1795 College ter Admiraliteit in West-Friesland en het Noorderkwartier
- 1579-1795 College ter Admiraliteit in Zeeland
- 1795-1798 Comité tot de zaken van de Marine
- 1798-1801 Agentschap van Marine
- 1801-1805 Raad van Marine
- 1805-1806 Secretariaat voor de Marine
- 1806-1808 Ministerie van Marine
- 1808-1810 Ministerie van Marine en Koloniën, Generaal secretariaat en divisies voor het personeel en materieel voor de marine
- 1811-1813 Zeeprefect van het Marine-arrondissement der Hollandse departementen
- 1813-1814 Commissariaat van Marine
- 1814-1815 Secretariaat van Marine
- 1815-1825 Ministerie van Marine
- 1825-1829 Ministerie van Marine en Koloniën
- 1830-1840 Generale Directie van Marine
- 1840-1841 Generale Directie van Marine en Koloniën
- 1842-1843 Generale Directie van Marine
- 1843-1928 Ministerie van Marine

Van 1928-heden onder het Ministerie van Defensie

## Lijst van commandanten Zeestrijdkrachten
- Viceadmiraal Jan Willem Kelder (5 september 2005 - 31 augustus 2007)
- Luitenant-generaal der mariniers Rob Zuiderwijk (31 augustus 2007 - 22 januari 2010)
- Viceadmiraal Matthieu Borsboom (22 januari 2010 - 26 september 2014)
- Luitenant-generaal der mariniers Rob Verkerk (26 september 2014 - 22 september 2017)
- Viceadmiraal Rob Kramer (22 september 2017 - 9 september 2021)
- Viceadmiraal René Tas (9 september 2021-heden)

## Lijst van plaatsvervangend commandanten Zeestrijdkrachten
- Generaal-majoor der mariniers Rob Zuiderwijk (5 september 2005 - 27 augustus 2007)
- Schout-bij-nacht Wim Nagtegaal (27 augustus 2007 - 13 januari 2010)
- Generaal-majoor der mariniers Ton van Ede (13 januari 2010 - 9 april 2012)
- Generaal-majoor der mariniers Rob Verkerk (9 april 2012 - 26 september 2014)
- Schout-bij-nacht Ben Bekkering (26 september 2014 - 27 mei 2016)
- Schout-bij-nacht Rob Kramer (27 mei 2016 - 11 september 2017)
- Generaal-majoor der mariniers Frank van Sprang (11 september 2017 - 11 november 2019)
- Schout-bij-nacht Huub Hulsker (11 november 2019 - heden)